# Норвежское общество

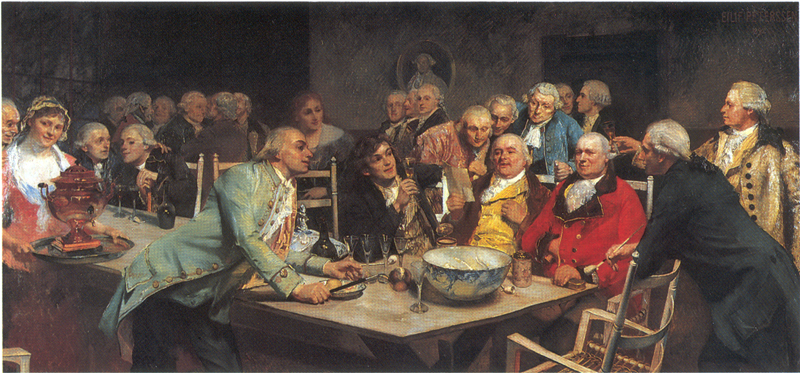
Картина Эйлифа Петерсена 1892 года «Вечер в Норвежском обществе» (En aften i Det norske Selskab: В центре (в чёрном камзоле и с поднятым бокалом) Йохан Вессель, справа (в красном камзоле) Юхан Брун

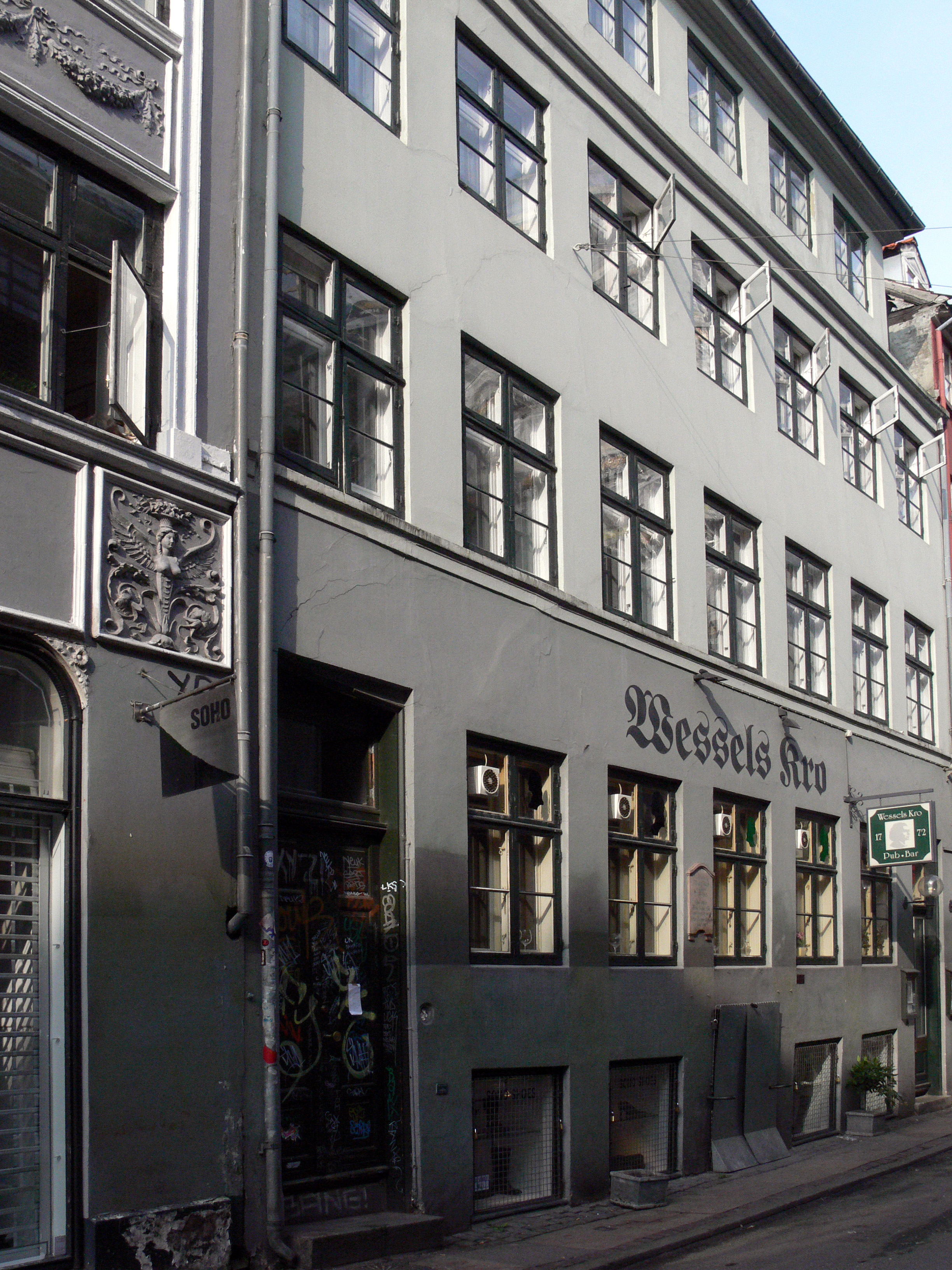
Здание, в котором с 1774 по 1813 проходили заседания Норвежского общества

Норвежское Общество (норв. Norske Selskab, англ. The Norwegian Society) — литературное общество, организованное норвежскими студентами и писателями в Копенгагене. Его членами были писатели, поэты и философы, жившие в Копенгагене, но возрождавшие национальную норвежскую литературу. Некоторые историки считают, что членами Норвежского общества становились те норвежцы, которые не нашли себя в датском обществе и считались неудачниками.
Норвежское общество было организовано в 1772 году норвежским писателем и правоведом Уве Мейером. Встречи общества проходили в помещение кафе Мадам Юэль (норв. Madame Juels Kaffehus), на заседания не допускались женщины, исключением была лишь официантка Карэн Бах (норв. Karen Bach). Заседания общества проходили в оживлённой обстановке, исполнялись песни, декламировались стихи, нередко всё это сопровождалось обильными возлияниями. Члены общества позиционировали себя консерваторами от культуры и приверженцами рационализма норвежско-датского писателя Людвига Хольберга.
Члены Норвежского общества сыграли существенную роль в поднятии национально-патриотического настроения на рубеже XVIII—XIX веков. Патриотическая тема была основной для поэзии этого периода. В 1813 году Общество было распущено. Среди причин, в том числе, называют основание первого Норвежского университета, который и стал центром культурной и литературной жизни Норвегии. В 1818 году открылся новый одноимённый мужской клуб, который не являлся правопреемником Норвежского общества.

## Основные члены Норвежского общества
- Йоханнес Эвольд (1743-81)
- Юхан Брун (1745—1816)
- Н. К. Бредаль (N. K. Bredal)
- Уве Мейер[англ.] (1742—1790)
- Юхан Вибе
- Сёрен Монрад (Søren Monrad)
- Нильс Тресков (1751—1833)
- Якоб Эдвард Кольбьёрнсен (Jakob Edvard Colbjørnsen)
- Клаус Фастинг (Claus Fasting)
- Клаус Фриман (Claus Frimann)
- Юнас Рейн (Jonas Rein)
- Эдвард Сторм (Edvard Storm)
- Йенс Цитлиц (Jens Zetlitz)
- Йохан Херман Вессель (1742—1785)